# 郑渊洁
郑渊洁（1955年6月15日—），原籍山西浮山县史壁村，中华人民共和国儿童文学作家、慈善家、演讲家与网络意见领袖，有“童话大王”之称，被认为是编写童话月刊最长的世界纪录保持者（36年）。
1955年6月15日，郑渊洁出生于河北省石家庄，并在1961年随全家迁入北京居住。受文化大革命冲击，郑渊洁并未接受过完整的小学教育。1969年，郑渊洁随父母下放到河南省遂平县的五七干校，并在次年加入中华人民共和国空军，先后在福建、江西等地担任歼击机维修员、空军地勤等工作。1976年，郑渊洁退役，安置到北京大华无线电仪器厂当工人，1977年开始进行文学创作。1979年，郑渊洁于《儿童文学》发表童话處女作《黑黑在诚实岛》，从此开始数十年的儿童文学创作生涯：1981年，其开始创作《皮皮鲁与鲁西西》系列童话；1982年，其开始创作《舒克和贝塔》系列童话；1985年，创设个人作品专刊《童话大王》；1986年，其开始创作《大灰狼罗克》系列童话。在20世纪末期，《童话大王》曾经是中华人民共和国发行量最大的纯文学月刊，累计发行量逾亿册。1995年，郑渊洁为已经长大的小读者创作《智齿》、《生化保姆》等20部长篇小说（亦被认为是成人童话），因遭到质疑而仅出版到7部。1990年代至今，结集出版的《郑渊洁十二生肖系列童话》与《皮皮鲁总动员》（70册）已成为中国大陆图书市场的畅销书，郑渊洁本人因此三度荣登中国作家富豪榜榜首。

## 经历
1955年6月15日，郑渊洁出生于河北省石家庄市白求恩国际和平医院，他的父亲郑洪升于1932年出生在山西省浮山县史壁村，1946年加入中国人民解放军。1947年石家庄解放后，郑洪升进入石家庄，先后在晋冀鲁豫军政大学、石家庄高级步兵学校等单位任职，负责理论宣教工作。1954年8月21日，郑洪升与绍兴人刘效坤结婚，并在石家庄生下二子一女，郑渊洁为长子；次子郑毅洁创办“闪电鸽舍”培育信鸽，有“信鸽大王”之称；长女郑欣则是郑渊洁的妹妹，一名中药药剂师。
1959年年，郑渊洁在石家庄的解放军高级步兵学校幼儿园就读小班。期间，幼儿园的女老师曾强迫郑渊洁随同学们排队，去打一个摔碎饭碗的“坏小孩”屁股。经此一事后，郑渊洁想方设法地逃避幼儿园，并萌生了对学校的憎恶。1960年，受三年大饥荒影响，幼儿园限量供食，就读中班的郑渊洁经常感到饥饿。一日，郑渊洁随小孩们砸向日葵，意图借此充饥，结果被小女孩不慎用砖石砸伤，于右前额处留下永久性的疤痕。:57-59、64-65
1961年，郑渊洁随父母迁入北京，随后就读于马甸小学（今海淀区民族小学）。二年级时，郑渊洁受时传祥的宣传影响，写了《我长大当掏粪工》的作文，被班主任赵俐推荐到学校《优秀作文选》上刊登。据其回忆，赵俐的鼓励“为我从事童话创作播下了一颗快乐的种子”。读到四年级时，受文化大革命影响，郑渊洁被迫中断学业。
1969年11月至1970年12月，郑渊洁随父母下放至河南省遂平县国防科委五七干校劳动，并进入子弟小学（由被下放的军人自行组织）学习。上课玩拉炮而再次失去在校学习机会。由其父亲郑洪升督导在家自学。在此期间，郑渊洁与“中国首任核司令”张蕴钰少将结识，成为他家的常客。
1970年至1976年，分别在江西省和福建省的空军部队服兵役，任地勤兵。
1976年复员后，在北京大华无线电仪器厂当工人，负责看管工厂的水泵。
复员当年受四五运动的激励开始文学创作。创作风格受张天翼的影响比较大。先后创作过诗、歌词、小说、科幻小说、童话等文学体裁。1979年9月15日，在《儿童文学》上发表了第一篇童话《黑黑在诚实岛》。先后在《中国盲童文学》、《儿童文学》等杂志社当编辑，还参与创办了《东方少年》、《大灰狼画报》、《中国盲童文学》三本杂志。
1985年创办《童话大王》月刊，专门刊登郑渊洁一个人的作品。1988年最高时发行量超过每月100万册。郑渊洁作品仅正版总印数逾亿册。据《中华读书报》报道，中国大陆盗版郑渊洁作品非法获利就超过2000万元人民币。
1999年开始，开始撰写《智齿》《生化保姆》《病菌集中营》《金拇指》《我是钱》《白客》《鬼车》《仇象》《谜图》《反动人》《天财》《克隆镜》《人蚊》《温泉一号》《盲眼》《玻璃汤》《腹脑》《冠军蒸发》《零犬》和《输情管道》等20部长篇小说。
2001年，《今日说法》点名郑渊洁的作品“少儿不宜”。从《仇象》起，剩余的13部小说停止出版。《童话大王》连载的《鬼车》停止刊登。
2005年10月，《童话大王》开始连载《仇象》。因在新浪网的博客座谈会上言论不当，被质疑与“儿童文学作家”身份不符，属于“少儿不宜”。郑渊洁决定停止《仇象》的连载。
2021年12月15日，郑渊洁在微博上宣布《童话大王》自2022年起停刊，并在此后专注于商标维权。2023年4月18日，他表示将终止商标维权，同时不再发表新作品。之后于2025年3月1日停更社交网络账号。

## 生活

### 教育
郑渊洁因不满应试教育体系，令其长子郑亚旗小学毕业后退学在家自学，並为此专门编写10部教材。所有教材都以童话手法撰写，包括哲学篇《鲁西西和苏格拉底对话录》、法制篇《皮皮鲁和419宗罪》、生理知识篇、道德篇、数理化篇和艺术篇等，共计四百多万字。
郑亚旗成年后，所主导的商业项目与获得的成就，几乎无不与郑渊洁的知识产权与行业建树相关，如其担任北京皮皮鲁总动员文化科技有限公司CEO、任北京郑渊洁品牌管理有限公司董事长、与最高人民检察院合作开发中国第一款面对少年儿童的普法网络游戏《皮皮鲁和419宗罪》等，无处没有郑渊洁的影子，被一些知乎和微博网友认为有“拼爹”嫌疑，且引起了对“郑渊洁式教育法”及其所编写的一系列教材合理性的质疑。结合郑渊洁早年本人和著作中所透露出类似“读书无用论”、“文凭废纸论”等激进思想，不少网友评论认为，郑渊洁所自创的“教育法”对普通阶层的社会大众有误导嫌疑。
然而事实上，郑亚旗在其少年时期就被郑渊洁要求“在18岁那天独自生存”，包括在其成年后负担家中的水、电、气等费用。为此，郑亚旗曾经通过与人合伙搞网站建设、在超市搬鸡蛋等多种方式赚取收入，最后转向股市，在说服郑渊洁后向其借得10万元用于炒股，并最终得以盈利。后进入报社工作，得以实现工作稳定。在此之后，郑亚旗才得以经营郑渊洁的著作权IP。外界对郑渊洁教育方式“拼爹”“误导”的质疑与事实并不相符。

### 趣闻
郑渊洁在20世纪90年代起，就自购十套房屋用来存放读者寄来的信件。
郑渊洁曾自曝喜爱初音未来，并希望去日本访问时能与初音未来见面。后来在2012年2月19日，在日本驻华大使馆的安排下，郑渊洁前往北海道，与“初音未来之父”伊藤博之会面，同初音未来合影，并邀请她到北京开演唱会。
年幼的郑渊洁曾认为“爸爸妈妈在一块洗澡就可以生我”。后来他在参军时填写入团申请书，组织因其写作能力便打算栽培郑渊洁，并令他找谈话人汇报思想。15岁的郑渊洁毫无保留地交代自己“老想和李铁梅（红灯记女主）洗澡”，结果被谈话人上报。当晚，政治指导员便召集部队集合，公开批评郑渊洁亵渎革命前辈。事后出于“思想改造需要”，他被罚到厨房刷碗、洗菜，并学习马列著作。三个月后，郑渊洁再次接受谈话。当谈话人问他“现在还想李铁梅吗”时，郑渊洁给出否定的回答，而后称自己“改想吴琼花（红色娘子军女主）了”，此后郑渊洁便被组织排斥。3年后，郑渊洁在住院时从老兵口中得知性交这一概念，而后他一度认为马克思、毛泽东都干了“坏人才干的事”，并陷入了信仰危机。后来，成名之后的郑渊洁开始大力提倡“对孩童进行性教育”的主张。

## 事件

### 与作协的关系
郑渊洁曾于1980年代初加入北京作家协会（中国作协分会），并于1987年成为作协的合同制作家。至1990年代，郑渊洁已担任北京作协理事。由于北京作协曾郑渊洁向所属单位争取5年的“创作假”，他对作协并无恶感。不过在2000年后，郑渊洁感到自己受到作协的排挤，此后他便对作协产生恶感，并在2009年6月23日宣告退出北京作协。
退出北京作协后，郑渊洁于2009年7月发布博客《纳税人这7个亿税款交得有点儿冤》，批判作家协会从人民团体沦落为官僚机构。2010年4月25日，郑渊洁发布博客，宣告中国作协“难以促进中国文学的繁荣发展”，故“从即日起退出中国作家协会”，并称北京作协副主席曹文轩在玉树地震的后两天跑去山东青岛的小学推销自己的图书，这种冷漠的行为令人失望，他不愿与其为伍。同年6月4日晚，郑渊洁接到中国作协的来信，称其退会要求已于5月11日通过。

### 长篇小说争议
2010年，郑渊洁发表博客，宣称彻底放弃出版《仇象》等13部长篇小说。原文提到“1999年左右，我最主要的读者群进入大学。他们要求我为已经成年的昔日小读者写作品。我就一口气为他们写了20部长篇小说：《智齿》《生化保姆》《病菌集中营》《金拇指》《我是钱》《白客》《鬼车》《仇象》《谜图》《反动人》《天财》《克隆镜》《人蚊》《温泉一号》《盲眼》《玻璃汤》《腹脑》《冠军蒸发》《零犬》和《输情管道》。”“出版到第7部时，遇到中央电视台《今日说法》质疑，认为这些作品不是写给儿童的，而儿童在书店只要看到我写的书就会买。质疑的媒体是央视的一个当时影响很大的栏目。于是从《仇象》起，剩余的13部小说停止出版。《童话大王》杂志连载的作品《鬼车》停止刊登。《童话大王》杂志当时做出了停止刊登我的新作品的决定，只刊登我早期创作的作品。我感到很遗憾，因为我发现我更适合给成年读者写长篇小说，出版的前7部长篇小说《智齿》、《金拇指》等的总印数达到150万册。但是我只能选择放弃长篇小说，我和《童话大王》杂志的合同还没到期。”“2005年10月，在读者强烈要求下，《童话大王》杂志开始连载《仇象》。2005年11月，我在新浪开了博客。我认为我终于有了一个完全以成年人身份和成年人读者交流的平台。我给我的博客最初起的名字是‘勃客’，其终于摆脱‘效力儿童’的心态可见一斑。2005年底，我到新浪网参加全由成年人参加的博客座谈会。我在会上的发言展示了自己终于有了可以不是‘儿童文学作家’身份的博客的喜悦。会后，与会者‘鼠尾草’通过媒体指责我在会上的发言与‘儿童文学作家’身份不符，属于‘少儿不宜’。我这才意识到，‘儿童文学作家’的身份客观上限制了我的所有文学创作和言论。于是，《仇象》再次停止连载。‘勃客’更名。”“我近日写了遗嘱告诉家人，《仇象》等13部未发表的长篇小说只能在我离世100年以后才能出版。我认为我在世时再也不能动出版它们的念头了。既然选择了通过为儿童写作养家糊口，就不应该三心二意，身在曹营心在汉。”

### 与曹文轩的恩怨

#### 指责曹文轩违规进校园售书
2019年4月18日，大星文化和《华西都市报》等单位共同发布“第13届作家榜童书作家榜”，名列前三位的是作家杨红樱、北猫和曹文轩，而去年在作家财富榜上以2100万版税排名第三的郑渊洁却意外消失。由此引发网友质疑郑渊洁宣称的畅销有“注水”嫌疑。4月19日，郑渊洁发长微博回应网友，称在榜单发布前，他就主动向制作方表示“拒绝上榜”。原因是他认为中国童书销售市场存在极大泡沫，包括曹文轩在内的很多童书作家，是在进校园签售后才积累了海量读者，而这种行为“涉嫌违法”，所以他拒绝参与评比。
他在微博中说，“有一些童书作者打着讲课的幌子，和书店、学校勾结起来进入学校占用学生上课时间向学生兜售童书。在十多年前，我曾经也被出版社拉着去学校，我本来以为只是讲课，后来才发现其中的猫腻。于是再也不去学校卖书。”“恭喜曹教授一年靠销售童书挣了2700万元。但是这2700万元中，有多少是曹文轩打着讲课的幌子非法进校兜售童书所得呢？”，并在微博中晒出了某小学校方要求学生购买曹文轩图书的征订单，征订单注明：“1、邀请到这样的知名作家进校面对面交流，温州书城对我们学生的图书征订量是有要求的。2、当天有意愿与作家面对面交流、签名的孩子，请提前征订曹文轩先生的作品。图书没有折扣。”

#### 炮轰曹文轩“夹带私货”进语文课本
2022年5月，郑渊洁就人民教育出版社教科书插图事件公开回应表示，人教版教材主编曹文轩夹带私货将自己的文章塞进语文课本，形容“没有底线，吃相难看”。
教育部统编中小学教科书语文学科总主编、北京大学中文系教授温儒敏回应称，教材选取课文要经过二三十轮审查，不可能一个人说了算，无所谓“夹带私货”。他说，有人故意“把数学教材这把火烧到统编语文”，是毫无根据，别有用心的；强调在四年级下册收有曹文轩的《芦花鞋》（《青铜葵花》一节），是编写组的集体决定，并非曹文轩主动提出。
当天晚上，郑渊洁公开发文回应温儒敏“您如何看曹文轩利用教材主编身份通过全国小学强推他的童书仅2018年就获利2700万元还可能没有足额纳税这件事”并@国家税务总局。“您说‘夹带私货’的教材主编曹文轩的文章入选是因为获奖，难道审查入选课文的二三十人都不知道花400万能获大奖？”

### 避孕套事件
2021年，郑渊洁之子郑亚旗在节目中说，在他过18岁生日时，父亲送了一辆车和一盒安全套给自己。郑亚旗很快发现了问题：安全套全部都是被做过手脚的，全部都被扎了个洞！随后郑渊洁表示，送给孩子安全套，是想教孩子预防疾病的方法。但在避孕套上扎洞，原因就是想早点当爷爷。他一直希望儿子能快一点成家，让他早日抱上孙子。许多网民表示不理解，还有人认为他自私、蓄意，会伤害到女性。但也有人对郑渊洁的这一做法未必持负面看法。还有人根据郑渊洁以往接受采访的内容，怀疑此事有夸张成分或本身为杜撰，并质疑此事的发酵是网络上“吹神毁神”的不良生态使然。

### 知识产权保护
自1985年《童话大王》创刊之时起，市场上出现大量盗版，之后每期《童话大王》杂志几乎都有律师维权声明。其后郑渊洁自称“四十年写作，三十年维权”，即在他的写作生涯中，大部分时间兼顾维权。2019年，郑渊洁在一家天猫书店发现有售价低于定价5折的《皮皮鲁总动员》，随后向全国“扫黄打非”办公室致信，举报盗版侵权行为。
2008年，郑渊洁获得联合国“国际版权创意金奖”；2011年，国家新闻出版总署、国家版权局和全国扫黄打非办授予郑渊洁“国家反盗版形象大使”。
在商标维权方面，早在90年代初，郑渊洁将皮皮鲁、鲁西西、舒克、贝塔以及大灰狼罗克等人物形象申请注册商标保护。但不久后，代理机构通知郑渊洁“皮皮鲁”商标被人率先注册。其后郑渊洁计划将45类商标全部注册，但由于当时注册商标费用过高，且依据中国商标法，商标注册后3年内未使用，商标局可能会撤回该商标，故郑渊洁放弃了这一计划。而在同一时期，郑州出现一家名为“皮皮鲁”的西餐厅，并于2004年完成商标注册。其后郑渊洁通过多种方式联系餐厅老板，起诉其侵权，但对方并不承认商标侵权，辩解称店名“皮皮鲁”源自意大利动画人物形象。郑渊洁多次委托代理人处理纠纷，但未果。2017年2月，在最高法出台有关明确文学作品角色商标在先权益的司法解释后，郑渊洁到商标评审委员会递交“郑州皮皮鲁西餐厅”抢注商标无效宣告的申请。2018年2月28日，商标评审委员会宣告该商标无效。但其商标维权工作未完，中国大陆仍有大量盗用他创造的人物形象的商标，涉及行业也五花八门。自2002年至2023年，郑渊洁仅维权成功37个侵权商标。
2021年12月15日，郑渊洁在微博上宣布《童话大王》自2022年起停刊，原因是其本人精力有限，只能停止寫作《童話大王》月刊，并表示将更多精力與一些惡意搶注的672个商標維權，直至所有商标维权成功才会复刊。

#### 终止商标维权
2023年4月18日，郑渊洁在微博上宣布因第39662148号舒克商标案的失利而认输，并表示从此终止商标维权，且今后将永远不再发表新作品。在接受记者采访时，郑渊洁称自己“很憋屈，但也是一种解脱”。
在此事件提及的第39662148号舒克商标案中，郑渊洁向国家知识产权局诉苏州市燃气设备阀门制造有限公司、舒克（上海）管道设备服务有限公司因存在商标和商号侵权的行为，要求申请宣告被告的舒克商标无效。2023年2月20日，国家知识产权局认为该案中，“舒克”角色名称虽具有较高知名度，但争议商标核定使用在第7类阀（机器部件）、调压阀等商品上，两者差别较大，相关公众一般不致认为二者存特定联系，且争议商标“舒克”二字来源于与苏州燃气公司合作的德国公司Franz Schuck GmbH中“Schuck”及其创始人姓氏“Schuck”的中文翻译，故不能证明苏州燃气公司具有搭便车或不当利用该角色名称的故意，遂驳回了该申请。郑渊洁则认为是被告拥有“德国血统”而导致自己失利，其旗下北京皮皮鲁总动员文化科技有限公司则援引《中华人民共和国商标法》第三十二条规定，注册商标不得侵犯他人在先权益； 《最高人民法院关于审理商标授权确权行政案件若干问题的规定》第二十二条明确规定，如果作品中的角色名称具有较高知名度，将其作为商标使用在相关商品上容易导致相关公众误认为其经过权利人的许可或者与权利人存在特定联系，当事人以此主张构成在先权益的，人民法院予以支持的法律条文，并援引国家知识产权局于2018年3月20日对广州市御腾贸易有限公司未经郑渊洁授权注册的第9953641号“舒克”铁路车辆转向架商标宣告无效裁定中，对“舒克”在铁路车辆转向架中存在影响力却在燃气阀门领域没有影响力的裁定是同案不同裁定，并表示涉案德企在注册中文商标时不回避知名文学角色“舒克”是在于中国的燃气阀门企业进行不正当竞争，涉案德企应采取避免相关公众发生混淆的商标名称。 2023年3月11日，郑渊洁向北京知识产权法院起诉国家知识产权局，请求法院判决撤销国家知识产权局错误裁定，该案后于同年3月20日获得受理立案。
2023年4月19日，郑渊洁向媒体记者宣称最高人民法院专门与其取得了联系，听取了他对商标维权问题的意见建议。
2025年2月28日，因无力继续处理商标侵权，郑渊洁表示从3月1日起停止更新所有的社交网络账号，并称是最后一次接受媒体采访，将“回归一种更加平静的生活之中”。

## 评价
德国华裔作家穆紫荆认为：自1990年代开始，郑渊洁与刘震云、王朔、王小波、莫言、苏童、池莉、刘慈欣等人吸取现代西方文学的多样技法，“呈现了新的中国现实文学的新篇章”。
中国大陆著名媒体人任冲昊认为：如果使用文化影响力衡量作家，那么在1949年后的百年之内，郑渊洁将与金庸竞争亚军的位置。郑渊洁是1949年后最早创作现代都市生活故事的中国大陆作家之一，他的童话对现代社会做出批判，并相信未来可以变革，与之最相近的作家是刘慈欣。

## 主要作品
- 《郑渊洁童话全集》33卷－学苑出版社
- 《童话大王》（一本专门刊登郑渊洁作品的杂志）

### 童话系列
- 《舒克和贝塔历险记》－350回，长篇童话
- 《蛇王阿奔》
- 《长髮李和短发张》
- 《皮皮鲁外传》
- 《鲁西西外传》
- 《大灰狼罗克》－228个独立的故事组成
- 《十二生肖系列》
- 《幻影号》以及续集
- 《莎莉和牧羊犬》
- 《五个苹果折腾地球》

### 成人荒诞小说系列
- 《奔腾验钞机》（后改名为《我是钱》）
- 《病菌集中营》
- 《白客》
- 《生化保姆》
- 《智齿》
- 《金拇指》
- 《鬼车》
- 《仇象》（已发表部分，见《皮皮鲁画册》和郑渊洁博客）

### 其他
- 《勃客郑渊洁》－文汇出版社（郑渊洁blog的摘录）
- 《郑渊洁与皮皮鲁对话录》－学苑出版社
- 《郑渊洁随笔－100个第一次》－学苑出版社
- 《舒克舌战贝塔》－学苑出版社
- 《郑氏胡说》郑渊洁脱口秀
- 《逃离恐怖岛》
- 《郑好十分钟》郑渊洁脱口秀
- 《地勤战士之歌》（作词）[68]

### 衍生作品
- 动画片：
  - 《猫过鼠年》、《罐头小人》、《富翁乔克》、《皮皮鲁外传》、《鲁西西奇遇记》、《舒克和贝塔》、《魔方大厦》、《鲍尔历险记》、《超级发明公司》（未实现）等
- 木偶剧：
  - 《旗旗号巡洋舰》
- 话剧：
  - 《皮皮鲁和吹牛大王》
- 电视剧：
  - 《真假小虎子》、《红宝石公寓》、《皮皮鲁和鲁西西》
- 电影：
  - 《皮皮鲁与鲁西西之罐头小人》[69]
- 其他：
  - 小说《帽子》被改编为电视小品